# Katharinenkirche (Reutlingen)

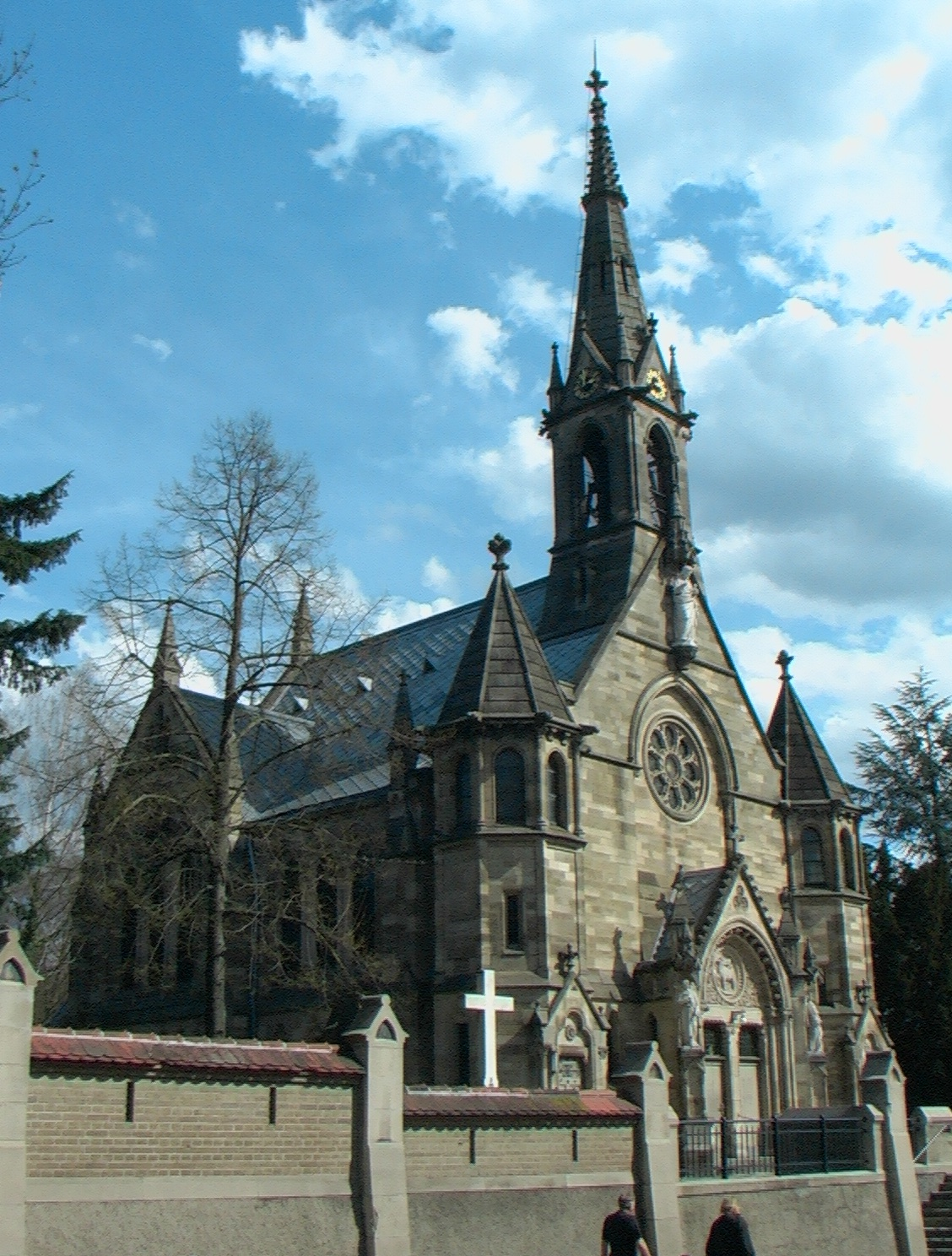
Katharinenkirche Reutlingen

Die Katharinenkirche ist eine neugotische Kirche in Reutlingen in Baden-Württemberg. Sie war der erste evangelische Kirchenneubau Reutlingens seit der Reformation.

## Geschichte
Als Friedhofskapelle 1887 bis 1890 von dem Stuttgarter Architekten Heinrich Dolmetsch auf dem Friedhof Unter den Linden erbaut, ersetzte sie die alte Katharinenkapelle, deren Existenz bereits 1338 urkundlich belegt ist. Lediglich der aus dem Jahr 1731 stammende Grabstein des Majors Johannes Jakobus Dann wurde in die neue Katharinenkirche übernommen. Nach dem großen Stadtbrand von 1726 hatte sich Dann um den Wiederaufbau Reutlingens verdienste erworben. Überlegungen, den Chor der alten Katharinenkapelle in den Neubau mit einzubeziehen, kamen nicht zum Tragen. Seit 1908 wird die Katharinenkirche als Gemeindekirche genutzt.
Das Erscheinungsbild der Katharinenkirche ist seit der Erbauung weitgehend unverändert. Lediglich die während des Zweiten Weltkriegs verloren gegangenen Chorfenster wurden erneuert. Die Katharinenkirche ist damit eines der wenigen Baudenkmale in Reutlingen aus der Zeit des „Historismus“, die nahezu unverfälscht überliefert sind. Im Gegensatz zu den meisten anderen Bauwerken des ausgehenden 19. Jahrhunderts konnte sogar die Schablonenmalerei im Inneren in ihrer Originalsubstanz erhalten werden. Die Neugotik des späten 19. Jahrhunderts wurde jahrzehntelang als „Schreinergotik“ diffamiert, Inzwischen ist sie aber als künstlerisch eigenständige Epoche anerkannt. Die Katharinenkirche wurde deshalb auch in die Liste der Kulturdenkmale eingetragen.

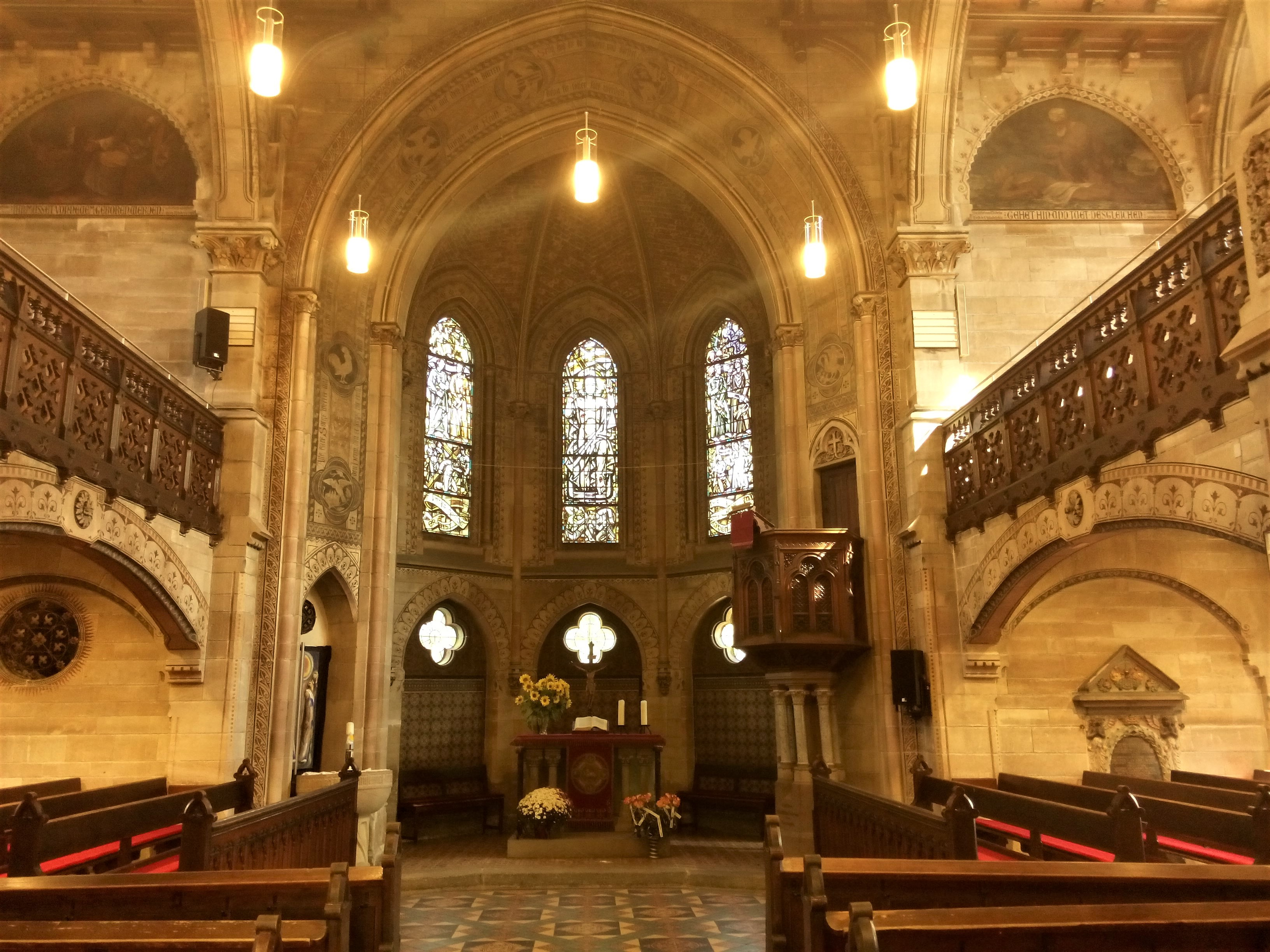
Innenraum Katharinenkirche Reutlingen

Von Anfang 2011 bis zum Sommer 2012 wurde die Kirche renoviert und saniert, insbesondere am Dach. Die Dachstatik wurde ertüchtigt und die Eindeckung mit Zink-Rauten saniert. Für die aufwändige Arbeit an den Zink-Rauten gewann die ausführende Flaschnerei Huber aus Kißlegg den bundesweiten Sanierungspreis in der Sparte Metall 2013. Die an der Katharinenkirche Reutlingen erhaltene historische Zink-Rauten-Deckung ist in Süddeutschland einzigartig.
In einer erneuten Bauphase von Mai bis Mitte September 2017 wurde eine neue Beleuchtung im Innenraum und ein effektiveres, die Orgel schonendes Heizsystem eingebaut. 
Die Kirche wird für Gottesdienste, besonders sonntags um 11:15 Uhr und für vielfältige kulturelle Veranstaltungen genutzt.